# ترابيست-1f
ترابيست-1 إف (بالإنجليزية: TRAPPIST-1f)‏ هو كوكب خارج المجموعة الشمسية، في كوكبة الدلو، يدور حول النجم القزم فائق البرودة ترابيست-1، تبلغ فترته المدارية 9.20669 يوم.

## الاكتشاف
أكتشف في 22 فبراير 2017، وكانت طريقة الاكتشاف عبور فلكي.

## النظام الكوكبي
| رفيق (بترتيب النجوم) | كتلة         | نصف محور (AU)       | الفترة المدارية (يوم) | انحراف | ميلان           | نق                |
| -------------------- | ------------ | ------------------- | --------------------- | ------ | --------------- | ----------------- |
| ترابيست-1 إف         | 0.68±0.18 م⊕ | 0.037 (5.54 mln km) | 9.206690 ± 0.000015   | <0.063 | 89.680 ± 0.034° | 1.045 ± 0.038 أر⊕ |